# Sanç I Llop
Sanç I Llop (basc: Antxo Otxoa) fou duc de Gasconya, efectiu vers el 801 al 816. Era fill de Llop II, al que hauria succeït a la seva mort o destitució potser el 778.
Carlemany hauria destituït a Llop II el 778 (o hauria aprofitat la seva mort natural) per instaurar a Gascunya el sistema general de comtes. Si Llop fou destituït, s'hauria revoltat i hauria mort en lluita contra els francs i els seus fills portats com a ostatges a la cort. Si Llop va morir i el seu càrrec no fou cobert, els senyors vascons s'haurien revoltat en favor dels drets del seu fill Sanç I Llop (drets inexistents aleshores a França, ja que els ducats i comtats no eren hereditaris, però potser ho eren entre els vascons) i després de la batalla de Roncesvalls, el rei hauria decidit emportar-se als hereus cap a la seva cort. Encara que molts historiadors han acusat Llop II, és improbable que el duc, que ja el 769 havia entregat a Hunald II un parent de la seva sang, a la vista de l'exèrcit carolingi, s'hagués revoltat amb un exèrcit franc que podia ser de fins a 40.000 homes a la vora del seu territori, a menys que hagués estat destituït prèviament i no tingués gaire a perdre. De fet, la data de la mort de Llop II no és coneguda i el fet que els seus fills foren ostatges a la cort carolíngia és una suposició basada en el poema d'Ermold Níger que esmenta a Sanç I com "nutritus" de Carlemany, cosa que voldria dir que hauria estat criat a la cort, però encara que fos així no es pot determinar des de quan ni fins quan.
Gascunya va formar part del regne d'Aquitània després del 781. Si va succeir simplement a la mort del pare o li fou retornat o reconegut el ducat més tard no se sap; el 791 Guillem I de Tolosa va fer una expedició contra els vascons que estaven en rebel·lió i Devic i Vaisette suposen que era per la pèrdua del seu duc Guillem va utilitzar la negociació més que la força i potser fou llavors quan es va decidir restablir al duc, que després sempre fou lleial. Sanç Llop és esmentat per primer cop per Einhard com a Llop Sanç duc dels vascons que manava el contingent basc a la campanya de Lluís el Pietós al que fou després Catalunya el 801 quan fou conquerida Barcelona. També hauria participat en la victòria dels vascons francofils sobre els àrabs a la batalla de Conchas de Arganzón del 801 i en altres expedicions entre 804 i 812. El 816 va participar en una batalla contra els musulmans que va durar tretze dies i en la que Sanç I Llop i el seu suposat germà Garcia I Llop (comte de Dax) van morir. La fidelitat de Sanç envers el rei franc Lluís fou un tret d'aquest duc.
El 817 l'Aquitània de la qual el 816 s'havia separat Septimània fou donada a Pipi I d'Aquitània, fill de Lluís.

## Matrimoni i fills
No se sap el nom de la seva dona però si el fil fou Asnar Sanç, podria molt ben bé ser una germana d'Asnar I Galí comte d'Aragó. Altres la suposen filla del comte de Tolosa. D'aquest matrimonio haurien nascut: 
- Asnar Sanç († 836), comte de Gascunya
- Sanç II Sanç († 864), comte i després duc de Gascunya
- Sància (suposada) casada al comte Emenó de Poitiers
- Dhuda (hipotètica) casada el 824 amb Bernat de Septimània
- Una filla casada a Ximeno Garcès i mare de Garcia II Ximenis de Pamplona